# Khang Bảo

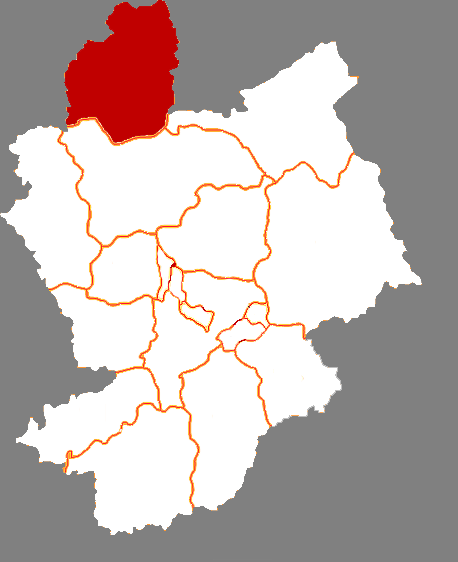
Vị trí của huyện Khang Bảo tại thành phố Zhangjiakou, Trung Quốc

Khang Bảo (chữ Hán giản thể: 康保县) là một huyện thuộc địa cấp thị Trương Gia Khẩu, tỉnh Hà Bắc, Cộng hòa Nhân dân Trung Hoa. Huyện này có diện tích 3365 ki-lô-mét vuông, dân số năm 1999 là 280.558 người.. Mã số bưu chính của Khang Bảo là 076650. Chính quyền quận Khang Bảo đóng ở trấn Khang Bảo. Năm 1923, hai huyện Trương Bắc và Thương Đô tách ra một đơn vị, năm 1925 đổi tên thành huyện Khang Bảo. Huyện này có nghề chăn nuôi gia súc phát đạt. Nông sản gồm có yến mạch, tiểu mạch. Công nghiệp có ngành thuộc da, chế biến thực phẩm.